# Tim (drengenavn)
 For alternative betydninger, se Tim. (Se også artikler, som begynder med Tim)
Tim er et almindeligt drengenavn.
| Fornavne | Spire Denne artikel om et fornavn er en spire som bør udbygges. Du er velkommen til at hjælpe Wikipedia ved at udvide den. |